# Retrotrasposone

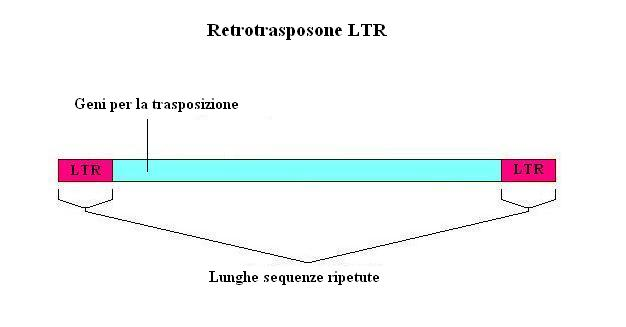
Esempio schematico di retrotraspone LTR.

In genetica, si definiscono retrotrasposoni dei frammenti di DNA capaci di trascriversi autonomamente in un intermedio ad RNA e grazie alla trascrittasi inversa diventare DNA per poi inserirsi in diverse posizioni all'interno del genoma.
Sono un tipo particolare di trasposoni e, come questi ultimi, fanno parte di quella classe di elementi genetici chiamati elementi trasponibili. Sono particolarmente abbondanti nelle piante, di cui costituiscono una frazione consistente dell'intero genoma, e nei mammiferi, compresi gli esseri umani.

## Trasposizione
Lo spostamento di un retrotrasposone da una parte del genoma ad un'altra è detto trasposizione; in particolare, la trasposizione dei retrotrasposoni segue il modello della trasposizione replicativa. Secondo questo modello - comune anche ad alcuni tipi trasposoni ed alle sequenze di inserzione - quando l'elemento trasponibile si sposta in una nuova posizione del genoma ne rimane sempre una copia nella posizione originaria.
I retrotrasposoni traspongono copiandosi prima in un intermedio ad RNA e, successivamente, revertendo in DNA (attraverso la trascrittasi inversa) integrandosi in una nuova posizione all'interno del genoma. Questo meccanismo permette ai trasposoni di incrementare notevolmente e rapidamente la presenza delle loro copie all'interno del genoma, aumentando conseguentemente anche la grandezza del genoma stesso. 
Come altri tipi di elementi trasponibili, i retrotrasposoni possono indurre mutazioni inserendosi casualmente all'interno di geni funzionali, alterandone o, in alcuni casi, impedendone l'espressione. Esistono tuttavia evidenze sperimentali che dimostrerebbero come la trasposizione e il mantenimento delle copie dei retrotrasposoni all'interno del genoma ospite siano regolate da geni presenti sia sui retrotrasposoni stessi che nel genoma dell'ospite. Questi geni coopererebbero nell'evitare che la trasposizione possa avere effetti deleteri sia sul retrotrasposone che sull'ospite. Ad ogni modo, la comprensione di come operino questi meccanismi, e di come possano essersi co-evoluti in modo da garantire la reciproca sopravvivenza di retrotrasposoni e ospiti è un campo di ricerca ancora aperto e in fase di sviluppo.

## Controllo degli elementi mobili
Nell'essere umano sono presenti dei meccanismi evoluti che controllano gli elementi mobili, per evitare la minaccia da infiltrazione. L'uomo possiede dei meccanismi di difesa che bloccano e inibiscono l'espressione di elementi trasponibili, in particolare nelle cellule germinali ed embrionali, dove nuovi inserimenti diventano ereditabili. Possiamo individuare due principali meccanismi di protezione:
- silenziamento da parte di piRNA: i piRNA sono dei particolari tipi di RNA trascritti dalla RNA polimerasi III. Queste molecole, associate a proteine chiamate PIWI, silenziano il trasposone a livello delle cellule germinali maschili.
- silenziamento da parte di proteina KRAB-ZNF[2]: sono delle proteine con motivi Zinc-Finger, in grado di riconoscere gli elementi trasponibili all'interno del genoma, silenziandoli tramite il dominio KRAB, capace di legarsi a una proteina chiamata KAP1, la quale a sua volta può reclutare enzimi deacetilanti e metilanti, i quali "chiudono" la cromatina reprimendola.

## Tipi di retrotrasposoni
Si distinguono due sottoclassi di retrotrasposoni: i retrotrasposoni che presentano alle estremità delle lunghe sequenze ripetute terminali (LTR, dall'inglese Long Terminal Repeat, per questo chiamati retrotrasposoni LTR) e i retrotrasposoni che non le presentano (retrotrasposoni non-LTR).

### Retrotrasposoni LTR
I retrotrasposoni LTR possiedono alle estremità sequenze ripetute, lunghe dalle 100 alle 5000 coppie di basi. Sono suddivisi a loro volta in due gruppi, i retrotrasposoni Ty1-copia simili (copia-like) e i retrotrasposoni Ty3-gypsy simili (gypsy-like), in base alle loro sequenze genomiche e all'ordine dei geni codificati. Entrambi i gruppi si ritrovano in gran numero sia nelle piante (dalle più semplici alghe unicellulari fino alle angiosperme) che nei mammiferi, compreso l'uomo, di cui costituiscono approssimativamente l'8% dell'intero genoma.

### Retrotrasposoni non-LTR
I retrotrasposoni non-LTR non presentano sequenze ripetute alle estremità. Vengono suddivisi in due sottotipi, le brevi sequenze intersperse (SINE, dall'inglese Short Interspersed Nuclear Elements) e le lunghe sequenze intersperse (LINE, dall'inglese Long Interspersed Nuclear Elements). 
- le LINE sono lunghe sequenze di DNA (di più di 5000 coppie di basi). Codificano per 2 geni, uno dei quali presenta attività di trascrittasi inversa e di integrasi, permettendo la copia e la trasposizione sia di loro stessi, sia di altre sequenze non codificanti (come le SINE). Poiché traspongono replicandosi, le LINE sono in grado di accrescere la grandezza di un genoma. Il genoma umano, per esempio, contiene oltre 900'000 LINE, che costituiscono all'incirca il 21% dell'intero genoma. Ad ogni modo sono sequenze anticamente virali che hanno perso i geni strutturali ma che conservano la loro attività trasposonica.
- le SINE sono brevi sequenze di DNA (di meno di 500 coppie di basi). Le SINE raramente sono trascritte, e non codificano per la trascrittasi inversa; hanno perciò bisogno delle proteine codificate da altre sequenze (come le LINE) per trasporre. Le SINE più comuni nei primati (e dunque anche nell'uomo) appartengono alla famiglia delle sequenze Alu. Gli elementi di questa famiglia genica sono lunghi circa 300 coppie di basi, e possono essere individuate dal fatto che sono capaci di legare l'enzima Alu I (da cui il nome). Presenti nel genoma umano in oltre 1 milione di copie, le SINE costituiscono all'incirca l'11% del patrimonio genetico totale. Sebbene solitamente classificate come DNA spazzatura, ricerche recenti hanno suggerito che le LINE e le SINE possano aver avuto sia un ruolo importante nell'evoluzione dei genomi, sia significativi effetti a livello strutturale e trascrizionale.

Le LINE, ma soprattutto le sequenze Alu, sono spesso utilizzate dai genetisti per il fingerprinting. La trasposizione di questi elementi è stata implicata come causa di alcuni disturbi genetici (come la neurofibromatosi) e di alcuni tipi di cancro.

## I retrotrasposoni come markers evolutivi
I retrotrasposoni sono utilizzati come markers in cladistica.
L'analisi di SINE, LINE e LTR come marcatori molecolari cladistici rappresenta un complemento particolarmente interessante ai dati morfologici e di sequenza del DNA. 
Questo perché si ritiene che l'inserimento di sequenze di retrotrasposoni rappresentino eventi unici scarsamente rappresentati da retromutazione (sinapomorfia). Infatti i siti bersaglio dei retrotransposoni sono relativamente aspecifici, cosicché la probabilità di una integrazione indipendente dello stesso identico elemento in un sito specifico di differenti taxa è bassa, e può essere considerata irrisoria rispetto ai tempi dell'evoluzione. L'integrazione di retrotrasposoni è attualmente considerato un evento irreversibile, ma occorre tener presente che questo assunto potrebbe cambiare se si dimostrasse l'esistenza di meccanismi biologici in grado di produrre la precisa re-escissione di trasposoni di classe I.
Pertanto, noto il meccanismo con cui si genera questo polimorfismo, è possibile effettuare una netta distinzione tra lo stato ancestrale e quello derivato ad un locus, ovvero, la assenza di una sequenza integrata può essere considerata, con elevata probabilità, la forma ancestrale.
Inoltre, la bassa incidenza di omoplasia, unitamente ad una manifestazione esclusivamente biallelica della variante, rende i marcatori da integrazione di retrotrasposoni uno strumento ideale per determinare il progenitore comune di taxa che condividono specifici eventi trasposizionali. La “presenza” di un dato retrotrasposone in taxa correlati suggerisce la loro integrazione ortologa, una condizione derivata acquisita da un antenato comune, mentre l'“assenza” degli stessi elementi indica la condizione plesiomorfica precedente alla integrazione in taxa più distanti. L'uso dell'analisi di presenza/assenza per ricostruire la biologia sistematica dei mammiferi dipende dalla disponibilità di retrotrasposoni che sono stati attivamente integrati prima della divergenza di particolari specie.
Esempi di studi filogenetici basati su dati di presenza/assenza di retrotrasposoni sono la definizione delle balene come membri dell'ordine dei Cetartiodactyla, la definizione delle relazioni evolutive all'interno della superfamiglia Hominoidea e del sottordine degli Strepsirrhini, lo studio delle linee evolutive dei mammiferi placentati.
Gli Inter-Retrotransposons Amplified Polymorphisms (IRAPs) sono preziosi e alternativi marcatori basati sui trasposoni. In questo metodo, si sintetizzano inneschi di oligonucleotidi complementari a sequenze localizzate all'esterno delle LTR o a altre sequenze del retrotrasposone che vengono amplificate mediante reazione a catena della polimerasi (PCR) e che risultano comprese tra due retroelementi integrati nel genoma. Come discusso sopra, la inserzione di elementi nel genoma, fa sì che il numero di siti amplificati e le dimensioni dei frammenti inter-retroelementi differiscano tra linee differenti, e possano essere impiegati come marcatori per rilevare genotipi, misurare la diversità e ricostruire filogenie.

## Evoluzione dei Retrotrasposoni
La maggior parte dei ripetuti interspersi nel genoma predata la radiazione degli euteri, ed in particolare, gli elementi LINE e SINE hanno vita lunga: la linea monofiletica di LINE1 infatti ha almeno 150 milioni di anni mentre quella di Alu 80 milioni.
L'espletamento del Progetto Genoma Umano ha permesso una maggiore definizione della evoluzione dei retrotrasposoni: attualmente si rileva un'assenza di attività dei trasposoni a DNA nel genoma umano dagli ultimi 50 milioni di anni ed anche i retroposoni LTR sembrano essere sull'orlo dell'estinzione, se non sono già estinti. Gli elementi più prolifici (ERVL e MaLRs) hanno raggiunto l'acme del successo più di 100 milioni di anni fa ma sembra siano scomparsi da circa 40 milioni di anni. Solo una singola famiglia di retroposoni (HERVK10) è stata attiva fino alla nostra divergenza dagli scimpanzé 7 milioni di anni fa, con solo una copia conosciuta (nella regione HLA) che non è condivisa da tutti gli umani.
In generale, l'attività di tutti i trasposoni è declinata marcatamente negli ultimi 35±50 milioni di anni con l'eccezione di LINE1. Quindi, a parte un'eccezionale attività delle Alu intorno a 40 milioni di anni fa, nella linea umana c'è stato un graduale declino della attività dei trasposoni a partire dalla radiazione dei mammiferi, che non si osserva ad esempio nel genoma del topo. Questo fatto è stato in parte spiegato da un più lento autocleaning del genoma della linea umana a causa di una differente genetica
della popolazione.

## Patologia molecolare
La retrotrasposizione di una sequenza di DNA non è infrequente e può essere causa di malattia, si riportano due esempi:
- Sono stati dimostrati 2 casi[13] in cui l'emofilia A è causata dalla inserzione ex novo di ripetuti LINE-1 nell'esone 14 del gene precursore del fattore di coagulazione VIII localizzato in Xq28. In uno dei due pazienti l'elemento era stato retrotrasposto da un elemento originario localizzato sul cromosoma 22. Assieme ad un ulteriore caso di trasposizione nell'introne 10 dello stesso gene, questi eventi dimostrano l'esistenza di un set di elementi L1 funzionali che codificano una o più proteine necessarie per la loro trasposizione.
- Una inattivazione inserzionale da sequenza Alu è descritta nella neurofibromatosi di tipo I[14].